# Pleased to Meet Me
| Оценки критиков               | Оценки критиков |
| Источник                      | Оценка          |
| ----------------------------- | --------------- |
| AllMusic                      | [ 2 ]           |
| The Austin Chronicle          | [ 3 ]           |
| Chicago Sun-Times             | [ 4 ]           |
| Entertainment Weekly          | A               |
| Los Angeles Times             | [ 6 ]           |
| Pitchfork                     | 9.3/10          |
| Q                             | [ 8 ]           |
| The Rolling Stone Album Guide | [ 9 ]           |
| Spin Alternative Record Guide | 7/10            |
| The Village Voice             | A−              |

Pleased to Meet Me — пятый студийный альбом американской рок-группы The Replacements, выпущенный 17 июня 1987 года лейблом Sire Records. Альбом был высоко оценён музыкальными критиками.

## Запись
Pleased to Meet Me — единственный альбом, записанный The Replacements в составе трио. После их предыдущего альбома, Tim, гитарист Боб Стинсон ушёл из группы. Стинсон все ещё был членом коллектива, когда записывался демонстрационный материал (август 1986 года); однако фигурирует только на одном треке
Большая часть альбома была записана на студии Ardent Studios в Мемфисе, в период с ноября 1986-го по январь 1987 года под руководством продюсера Джима Дикинсона.
Вскоре после окончании работы к группе присоединился гитарист Боб «Слим» Данлэп.

## Музыка и тематика песен
Хотя в Tim ещё присутствовали отголоски панк-корней группы, Pleased to Meet Me был панковским больше по духу, так как музыканты углубилась в другие жанры, такие как соул и коктейль-джаз, наряду с композициями, демонстрирующими их более характерное хард-роковое звучание. Возможно из-за специфичности места — Мемфиса, — который считается центром соул-музыки, и под влиянием продюсера Джима Дикинсона, группа решила добавить в альбом духовую секцию: саксофон в треки «I Don’t Know» и «Nightclub Jitters» и секцию валторны в « Can’t Hardly Wait», на которой сыграл вокалист группы Big Star — Алекс Чилтон.
На песню «The Ledge» было снято музыкальное видео, сюжет которого был посвящён теме самоубийства, из-за чего клип был запрещён на MTV.

## Обложка
Обложка альбома высмеивает переход группы от статуса молодых панков к успешным музыкантам с контрактом на крупном лейбле, изображая рукопожатие между человеком, одетым в деловой костюм, накрахмаленную белую рубашку, с блестящими часами и кольцом на пальце, и другого — в рваной рабочей рубашке. Вторым человеком был Вестерберг, однако из-за особенности фотографии лица обоих людей не попали в кадр. Самонасмешливый тон продолжается в песне «I Don’t Know» с припевом «Одна нога в дверь / Другая в канаву».
Также обложка является оммажем обложке альбома-саундтрека (G.I. Blues 1960) Элвиса Пресли, записанного для одноимённого фильма.
Pleased to Meet Me был выпущен в 1987 году на лейбле Sire Records и добрался до 131-го места в чарте Billboard 200. По данным автора книги Our Band Could Be Your Life Майкла Азеррада, альбом был продан тиражом «около 300 000 копий».
23 сентября 2008 года компания Rhino Entertainment переиздала ремастированную версию альбома с 11 дополнительными треками, состоящими из студийных демозаписей, би-сайдов и альтернативных дублей. Аннотации к песням были написаны Питером Джесперсоном, одним из основателей Twin/Tone Records.
В 2020 году Rhino Entertainment выпустила подарочное издание альбома, содержащее 3 компакт-диска и 1 винил, а также футболку с изображением обложки.

## Отзывы критиков
Pleased to Meet Me был высоко оценен музыкальными критиками. В своей статье для журнала Rolling Stone Дэвид Фрике описал его как «альбом, наполненный хрустом противоречивых эмоций и огнём камикадзе-рок-н-ролла». В ретроспективном обзоре Стивен Томас Эрлевайн из AllMusic отметил, что Pleased to Meet Me «был последним разом, когда [The Replacements] все ещё могли достать до звёзд и казаться самими собой, и во многих отношениях это был последний настоящий альбом The Replacements». Альбом занял третье место в ежегодном опросе Pazz & Jop за 1987 год, организованном газетой The Village Voice. В 2012 году портал Paste поместил пластинку на 70-е место в своём списке «80 лучших альбомов 1980-х».

## Список композиций
Слова и музыка всех песен — написаны Полом Вестербергом, за исключением отмеченных.
| №   | Название              | Автор(ы)                             | Длительность |
| --- | --------------------- | ------------------------------------ | ------------ |
| 1.  | «I.O.U.»              |                                      | 2:57         |
| 2.  | «Alex Chilton»        | Вестерберг, Томми Стинсон, Крис Марс | 3:11         |
| 3.  | «I Don't Know»        | Вестерберг, Стинсон, Марс            | 3:20         |
| 4.  | «Nightclub Jitters»   |                                      | 2:44         |
| 5.  | «The Ledge»           |                                      | 4:04         |
| 6.  | «Never Mind»          |                                      | 2:47         |
| 7.  | «Valentine»           | Вестерберг, Стинсон, Марс            | 3:31         |
| 8.  | «Shooting Dirty Pool» | Вестерберг, Стинсон, Марс            | 2:20         |
| 9.  | «Red Red Wine»        |                                      | 3:00         |
| 10. | «Skyway»              |                                      | 2:04         |
| 11. | «Can't Hardly Wait»   |                                      | 3:02         |

| №                   | Название                                | Автор(ы)                  | Длительность |
| ------------------- | --------------------------------------- | ------------------------- | ------------ |
| 12.                 | «Birthday Gal» (Demo)                   |                           | 4:39         |
| 13.                 | «Valentine» (Demo Version)              | Вестерберг, Стинсон, Марс | 4:09         |
| 14.                 | «Bundle Up» (Demo)                      | Вестерберг, Стинсон, Марс | 2:59         |
| 15.                 | «Photo» (Demo)                          |                           | 3:46         |
| 16.                 | «Election Day»                          |                           | 2:56         |
| 17.                 | «Alex Chilton» (Alternate Version)      | Вестерберг, Стинсон, Марс | 3:37         |
| 18.                 | «Kick It In» (Demo)                     |                           | 3:33         |
| 19.                 | «Route 66»                              | Бобби Труп                | 2:57         |
| 20.                 | «Tossin' and Turnin'»                   | Ричи Адамс, Малоу Рене    | 2:20         |
| 21.                 | «Can't Hardly Wait» (Alternate Version) |                           | 3:00         |
| 22.                 | «Cool Water»                            | Боб Нолан                 | 3:04         |
| Общая длительность: | Общая длительность:                     | Общая длительность:       | 70:00        |

#### Делюксовое издание (2020)
Слова и музыка всех песен — написаны Полом Вестербергом, за исключением отмеченных.
| №   | Название                                 | Автор(ы)                                                | Длительность |
| --- | ---------------------------------------- | ------------------------------------------------------- | ------------ |
| 1.  | «I.O.U.»                                 |                                                         | 2:58         |
| 2.  | «Alex Chilton»                           | Вестерберг, Томми Стинсон, Крис Марс                    | 3:13         |
| 3.  | «I Don't Know»                           | Вестерберг, Стинсон, Марс                               | 3:21         |
| 4.  | «Nightclub Jitters»                      |                                                         | 2:45         |
| 5.  | «The Ledge»                              |                                                         | 4:07         |
| 6.  | «Never Mind»                             |                                                         | 2:50         |
| 7.  | «Valentine»                              | Вестерберг, Стинсон, Марс                               | 3:35         |
| 8.  | «Shooting Dirty Pool»                    | Вестерберг, Стинсон, Марс                               | 2:22         |
| 9.  | «Red Red Wine»                           |                                                         | 3:01         |
| 10. | «Skyway»                                 |                                                         | 2:04         |
| 11. | «Can't Hardly Wait»                      |                                                         | 3:06         |
| 12. | «Election Day»                           |                                                         | 2:55         |
| 13. | «Jungle Rock»                            | Ральф Саймонтон, Хэнк Мизелл, Джеймс Бобо, Билл Коллинз | 2:37         |
| 14. | «Route 66»                               | Бобби Труп                                              | 2:55         |
| 15. | «Tossin' N' Turnin · »                   | Ричи Адамс, Малоу Рене                                  | 2:19         |
| 16. | «Cool Water»                             | Боб Нолан                                               | 2:41         |
| 17. | «Can't Hardly Wait (Jimmy Iovine Remix)» |                                                         | 3:04         |

Слова и музыка всех песен — написаны Полом Вестербергом, за исключением отмеченных.
| №   | Название                            | Автор(ы)                       | Длительность |
| --- | ----------------------------------- | ------------------------------ | ------------ |
| 18. | «Bundle Up» (Demo)                  |                                | 2:57         |
| 19. | «Birthday Gal» (Demo)               |                                | 4:40         |
| 20. | «I.O.U.» (Demo)                     |                                | 3:15         |
| 21. | «Red Red Wine» (Demo)               |                                | 3:21         |
| 22. | «Photo» (Demo)                      |                                | 3:48         |
| 23. | «Time Is Killing Us» (Demo)         |                                | 4:14         |
| 24. | «Valentine» (Demo)                  |                                | 4:08         |
| 25. | «Awake Tonight» (Demo)              | Томми Стинсон                  | 3:47         |
| 26. | «Hey Shadow» (Demo)                 | Томми Стинсон                  | 3:55         |
| 27. | «I Don't Know» (Demo)               | Вестерберг, Стинсон, Крис Марс | 3:25         |
| 28. | «Kick It In» (Demo 1)               |                                | 3:55         |
| 29. | «Shooting Dirty Pool» (Demo)        | Вестерберг, Стинсон, Марс      | 2:56         |
| 30. | «Kick It In» (Demo 2)               |                                | 3:42         |
| 31. | «All He Wants To Do Is Fish» (Demo) | Крис Марс                      | 2:59         |
| 32. | «Even If It's Cheap» (Demo)         | Томми Стинсон                  | 2:56         |

Слова и музыка всех песен — написаны Полом Вестербергом, за исключением отмеченных.
| №   | Название                                     | Автор(ы)                             | Длительность |
| --- | -------------------------------------------- | ------------------------------------ | ------------ |
| 32. | «Valentine» (Rough Mix)                      |                                      | 3:41         |
| 33. | «Never Mind» (Rough Mix)                     |                                      | 2:50         |
| 34. | «Birthday Gal» (Rough Mix)                   |                                      | 4:26         |
| 35. | «Alex Chilton» (Rough Mix)                   | Вестерберг, Томми Стинсон, Крис Марс | 3:15         |
| 36. | «Election Day» (Rough Mix)                   |                                      | 2:46         |
| 37. | «Kick It In» (Rough Mix)                     |                                      | 3:30         |
| 38. | «Red Red Wine» (Rough Mix)                   |                                      | 3:22         |
| 39. | «The Ledge» (Rough Mix)                      |                                      | 4:14         |
| 40. | «I.O.U.» (Rough Mix)                         |                                      | 3:00         |
| 41. | «Can't Hardly Wait» (Rough Mix)              |                                      | 3:07         |
| 42. | «Nightclub Jitters» (Rough Mix)              |                                      | 2:47         |
| 43. | «Skyway» (Rough Mix)                         |                                      | 2:08         |
| 44. | «Cool Water» (Rough Mix)                     | Боб Нолан                            | 2:40         |
| 45. | «Birthday Gal» (2020 Remaster)               |                                      | 3:52         |
| 46. | «Learn How To Fail»                          |                                      | 3:39         |
| 47. | «Run For The Country»                        |                                      | 4:30         |
| 48. | «All He Wants To Do Is Fish» (2020 Remaster) | Крис Марс                            | 2:42         |
| 49. | «I Can Help» (Studio Outtake)                | Билли Лэнс Свон                      | 3:33         |
| 50. | «Lift Your Skirt»                            |                                      | 2:15         |
| 51. | «Till We're Nude» (2020 Remaster)            |                                      | 2:08         |
| 52. | «Beer For Breakfast» (2020 Remaster)         |                                      | 1:38         |
| 53. | «Trouble On The Way»                         | Томми Стинсон                        | 3:10         |
| 54. | «I Don't Know» (Out Take, 2020 Remaster)     |                                      | 3:05         |

Слова и музыка всех песен — написаны Полом Вестербергом, за исключением отмеченных.
| №   | Название                   | Автор(ы)                             | Длительность |
| --- | -------------------------- | ------------------------------------ | ------------ |
| 55. | «Valentine» (Rough Mix)    |                                      | 3:41         |
| 56. | «Never Mind» (Rough Mix)   |                                      | 2:50         |
| 57. | «Birthday Gal» (Rough Mix) |                                      | 4:26         |
| 58. | «Alex Chilton» (Rough Mix) | Вестерберг, Томми Стинсон, Крис Марс | 3:15         |
| 59. | «Election Day» (Rough Mix) |                                      | 2:46         |
| 60. | «Kick It In» (Rough Mix)   |                                      | 3:30         |

Слова и музыка всех песен — написаны Полом Вестербергом, за исключением отмеченных.
| №   | Название                        | Автор(ы)  | Длительность |
| --- | ------------------------------- | --------- | ------------ |
| 61. | «Red Red Wine» (Rough Mix)      |           | 3:22         |
| 62. | «The Ledge» (Rough Mix)         |           | 4:14         |
| 63. | «I.O.U.» (Rough Mix)            |           | 3:00         |
| 64. | «Can't Hardly Wait» (Rough Mix) |           | 3:07         |
| 65. | «Nightclub Jitters» (Rough Mix) |           | 2:47         |
| 66. | «Skyway» (Rough Mix)            |           | 2:08         |
| 67. | «Cool Water» (Rough Mix)        | Bob Nolan | 2:40         |

## Участники записи
The Replacements
- Пол Вестерберг[англ.] — ведущий и бэк-вокал, электрическая и акустическая гитары, фортепиано (на «Nightclub Jitters»), шестиструнный бас (на «Skyway», «Can’t Hardly Wait»), гармоника (на « Не могу дождаться»)
- Томми Стинсон[англ.] — бас-гитара (кроме «Skyway»), бэк-вокал, контрабас (в «Nightclub Jitters»), акустическая гитара и гитарные партии (в «Can’t Hardly Wait»)
- Крис Марс[англ.] — ударные, бэк-вокал, ковбелл (на «Alex Chilton»), постукивание ногой (на «Skyway»)
- Джим Дикинсон (в титрах — East Memphis Slim) — клавишные (на «I.O.U.», «The Ledge», «Can’t Hardly Wait»), бэк-вокал (на «I.O.U.»), орган (на «Valentine»), вайбы (на «Skyway»)

Дополнительные музыканты и технический персонал
- Джеймс «Вито» Ланкастер — бэк-вокал (на «I.O.U.», «Alex Chilton», «Shooting Dirty Pool»)
- Тинейдж Стив Дуглас[англ.] — баритоновый саксофон (на «I Don’t Know»), бас-флейта (на «The Ledge»)
- Принц Гейб — саксофон (из «Nightclub Jitters»)
- Лютер Дикинсон[англ.] — гитарное соло (на «Shooting Dirty Pool»)
- Алекс Чилтон — гитарные партии (на «Can’t Hardly Wait»)
- Макс Халс — струнные (в песне «Can’t Hardly Wait»)
- The Memphis Horns  (в песне «Can’t Hardly Wait»):
  - Эндрю Лав[англ.] — теноровый саксофон
  - Бен Коли[англ.] (в примечаниях к обложке указан как «Бен-младший») — труба
- Джон Хэмптон — звукорежиссёр, сведение
- Джо Харди — звукорежиссёр, сведение
- Тед Дженсен[англ.] — мастеринг
- Джеймс Ланкастер — ассистент продюсера, фотография внутреннего конверта
- Дэниел Корриган — фотография на обложке и внутреннем конверте
- Гленн Парсонс — дизайн обложки